# Brendan Byrne
Brendan Thomas Byrne, född 1 april 1924 i West Orange i New Jersey, död 4 januari 2018 i Livingston, New Jersey, var en amerikansk demokratisk politiker. Han var New Jerseys guvernör 1974–1982. 
Byrne tjänstgjorde i US Army Air Forces i andra världskriget, utexaminerades 1949 från Princeton University och avlade sedan juristexamen vid Harvard Law School. Han tjänstgjorde som åklagare i Essex County 1959–1968 och som domare 1970–1973.
Byrne efterträdde 1974 William T. Cahill som New Jerseys guvernör och efterträddes 1982 av Thomas Kean.